# Chubut (tỉnh)
Chubut (tiếng Tây Ban Nha: Provincia del Chubut) là một tỉnh nằm ở miền nam Argentina, dãy núi Andes chia cắt Argentina với các vùng Aisén, Los Lagos của Chile và Đại Tây Dương. Tên của tỉnh bắt nguồn từ từ Chubut trong tiếng Tehuelche, có nghĩa là "trong suốt", cách mà người Tehuelche mô tả dòng sông Chubut
Comodoro Rivadavia là thành phố lớn nhất tỉnh, với dân số 125,000 người, nằm ở miền nam tỉnh. Thủ phủ của tỉnh là Rawson (25,000). Các thành phố quan trọng khác bao gồm Puerto Madryn, Trelew, Esquel và Sarmiento. Gaiman là trung tâm văn hóa và nhân khẩu của vùng được gọi là "Y Wladfa" nơi tập trung phần lớn người Argentina gốc xứ Wales sinh sống.

## Liên kết
- Infochubut - Online journalism Lưu trữ ngày 1 tháng 12 năm 2020 tại Wayback Machine (Spanish)
- Chubut's Official Page (Spanish)
- Chubut Province in Argentour Lưu trữ ngày 3 tháng 11 năm 2011 tại Wayback Machine
- Links to Newspapers and Radios from Chubut (Spanish)
- Puerto Pirámides' Official Page (Spanish)
- Minerals of Chubut Lưu trữ ngày 25 tháng 5 năm 2011 tại Wayback Machine (Spanish)